# Villaviciosa de al lado
Villaviciosa de al lado es una película de comedia española de 2016 dirigida por Nacho G. Velilla y protagonizada por Carmen Machi, Arturo Valls, Belén Cuesta, Macarena García, Leo Harlem, Jon Plazaola, Yolanda Ramos, Carmen Ruiz, Carlos Santos, Salva Reina, Goizalde Núñez , Antonio Pagudo y Alina Nastase. 

## Argumento
En el pueblo de Villaviciosa de al Lado toca la lotería, pero los hombres del lugar no pueden cobrarla ya que el décimo ha sido premiado en el club de alterne del pueblo y no quieren que sus mujeres lo descubran. Sin embargo, estas tienen la mosca detrás de la oreja y hacen guardias en la entrada del club para descubrir si sus maridos han resultado agraciados y si las engañan, y acaban enemistadas con Mari (Carmen Machi), la dueña del club. Por su parte, los hombres intentan cobrar el premio enviando al club de alterne a Nino (Salva Reina), pero el resultado no es el esperado y trazan una nueva estrategia: ir a robarlo mientras tiene lugar la procesión de Semana Santa del pueblo.
Por las malas gestiones del alcalde (Leo Harlem) el balneario de Villaviciosa queda clausurado, y de este modo se pierden gran cantidad de empleos y la ilusión del pueblo. Con el cierre del balneario, la mayoría de los habitantes de Villaviciosa se marcha del pueblo y los establecimientos se ven obligados a trasladarse. Cuando el plazo para cobrar el premio está a punto de acabar, las mujeres descubren el engaño de sus maridos, pero deciden dejar sus diferencias atrás y tiene lugar una persecución en tractor para alcanzar a Mari, quien estaba huyendo con el dinero.
Finalmente, alguien compra el balneario, consiguiendo devolver a Villaviciosa de al lado su alegría y su popularidad. Un año después es inaugurado y llega su misterioso comprador, quien en realidad es Mari, que lo hace porque desea volver a dar vida al balneario de su padre y enmendar así sus errores del pasado. Todos se quedan sin palabras y acaban reconciliándose.

## Reparto
| Intérprete          | Personaje                 |
| ------------------- | ------------------------- |
| Carmen Machi        | Mari                      |
| Leo Harlem          | Anselmo                   |
| Carlos Santos       | Ricardo                   |
| Salva Reina         | Nino                      |
| Jon Plazaola        | Carlos                    |
| Boré Buika          | Padre Benjamín            |
| Arturo Valls        | César                     |
| Antonio Pagudo      | Juan Diego López "Juandi" |
| Jorge Asín          | Paco                      |
| Macarena García     | Sole                      |
| Corina Randazzo     | Merche                    |
| Carmen Ruiz         | Milagros                  |
| Belén Cuesta        | Elisa                     |
| Goizalde Núñez      | Carmen                    |
| Yolanda Ramos       | Visi                      |
| Julieta Serrano     | Petra                     |
| María Cruickshank   | Jezabel                   |
| Alina Nastase       | Simona                    |
| Javi Coll           | Ángel                     |
| Toni Sevilla        | Benito                    |
| Florin Opritescu    | Constantin                |
| Miguel Rellán       | Aurelio                   |
| Tito Valverde       | Augusto                   |
| Alicia Fernández    | Reportera                 |
| Sergio Bürmann      | Revisor tren              |
| Ángel Gutiérrez     | Vecino cine               |
| Misho Amoli         | Chico en la sauna         |
| Pablo Posada Ávalos | Leonardo                  |

- Toni Sevilla - Benito
- Tito Valverde - Augusto
- Miguel Rellán - Aurelio
- Florin Opritescu - Constantin
- Pablo Capsi - Antonio
- Javi Coll - Ángel
- Peludiños F.C - Moisés Abeledo
- Alina Nastase- Simona[2]